# Барнс, Стивен
Стивен Барнс (англ. Steven Emory Barnes) — американский писатель, автор и соавтор полутора десятков романов.

## Биография
Стивен Барнс родился в Лос-Анджелесе. Окончил Пеппердайновский университет по специальности «коммуникативные искусства». Дипломированный гипнотерапевт, тренер по кэмпо, карате, айкидо (черный пояс).
Дебютная публикация — рассказ «Moonglow» в антологии «Vampires, Werewolves and Other Monsters» (1974).
Первый роман — «Dream Park» (1981), написанный в соавторстве с Ларри Нивеном — как и ряд продолжений.

## Серия «Парк Грёз» (в соавторстве с Ларри Нивеном)
1. Парк Грёз (1981)
2. Проект «Барсум» (1989)
3. Калифорнийская игра вуду (1992)
4. «Ананси» идет на посадку (1982)

## Серия «Рыцарь Обри»
1. Смертельная улица (англ. Streetlethal) (1983)
2. Ребенок-горгона (англ. Gorgon Child) (1989)
3. Огненный танец (англ. Firedance) (1993)

## Сценарист
1. Звёздные врата: SG-1 (1997—2007)
2. За гранью возможного (1995—2002)
3. Спасатели Малибу (1989—2001)
4. Сумеречная зона  (1985—1989)